# Der Wolf der Wall Street
Der Wolf der Wall Street (Originaltitel The Wolf of Wall Street) ist ein Memoir des ehemaligen Börsenmaklers Jordan Belfort aus dem Jahr 2007, welches 2013 in einen gleichnamigen Film adaptiert wurde.
Belfort erzählt, wie er Pump-and-Dump-Betrugsmaschen in seinem Investmentunternehmen Stratton Oakmont betrieb. Das Unternehmen wurde in den 1990er aufgelöst und Belfort wurde anschließend wegen Wertpapierbetrug und Geldwäsche zu einer mehrjährigen Gefängnisstrafe verurteilt. 2009 folgte der Nachfolger des Buches, Die Jagd auf den Wolf der Wall Street.

## Kritiken
Das Buch erhielt überwiegend gute Kritiken. Auf Goodreads hat das Buch eine Durchschnittswertung von 3.74, basierend auf 36731 Kritiken.

„Das Hauptthema des Buches sind die Unmengen an Drogen und das riskante körperliche Verhalten, das Belfort an den Tag legte, um zu überleben. Wie bei der Autobiografie eines erfahrenen Trickbetrügers, dessen Filmrechte bereits verkauft sind, zu erwarten, ist es schwer zu entscheiden, was man davon glauben soll.“

„Es ist krass, sicherlich, und vulgär—und eine höllisch gute Lektüre.“